# Băile Olăneşti
Băile Olănești er en by beliggende i distriktet Vâlcea i Rumænien. Byen, der har 3.750 (2021) indbyggere, administrerer otte landsbyer: Cheia, Comanca, Gurguiata, Livadia, Mosoroasa, Olăneşti, Pietrişu og Tisa. Det er beliggende i den historiske region Oltenien.
Byen ligger i den centrale-nordlige del af distriktet, 20 km nordvest for distriktets hovedsæde, Râmnicu Vâlcea. Det ligger på bredden af Olănești-floden, i det bakkede område syd for Parâng-bjergene. En del af Buila-Vânturarița Nationalpark liggere på byens område.

## Historie
Den første dokumenterede omtale af Olănești er fra 1527. Mineralvandet i Olănești nævnes første gang i et dokument fra 1760 og kaldes helbredende vand. I 1873 bliver Olănești mineralvand sendt til verdensudstillingen i Wien 1873 og får den gyldne medalje.